# Bourseville
Bourseville (picardisch: Borséville) ist eine nordfranzösische Gemeinde mit 715 Einwohnern (Stand 1. Januar 2022) im Département Somme in der Region Hauts-de-France. Die Gemeinde liegt im Arrondissement Abbeville und ist Teil der Communauté de communes du Vimeu und des Kantons Friville-Escarbotin.

## Geographie
Die industrialisierte Gemeinde liegt nordwestlich an Friville-Escarbotin angrenzend im Vimeu. Im Südwesten liegt der Weiler Martaigneville. Das Gemeindegebiet liegt im Regionalen Naturpark Baie de Somme Picardie Maritime.

## Einwohner
| 1962 | 1968 | 1975 | 1982 | 1990 | 1999 | 2006 | 2011 |
| ---- | ---- | ---- | ---- | ---- | ---- | ---- | ---- |
| 644  | 705  | 783  | 808  | 780  | 774  | 711  | 732  |

## Verwaltung
Bürgermeister (maire) ist seit 2014 Jean-Michel Flachet.

## Sehenswürdigkeiten

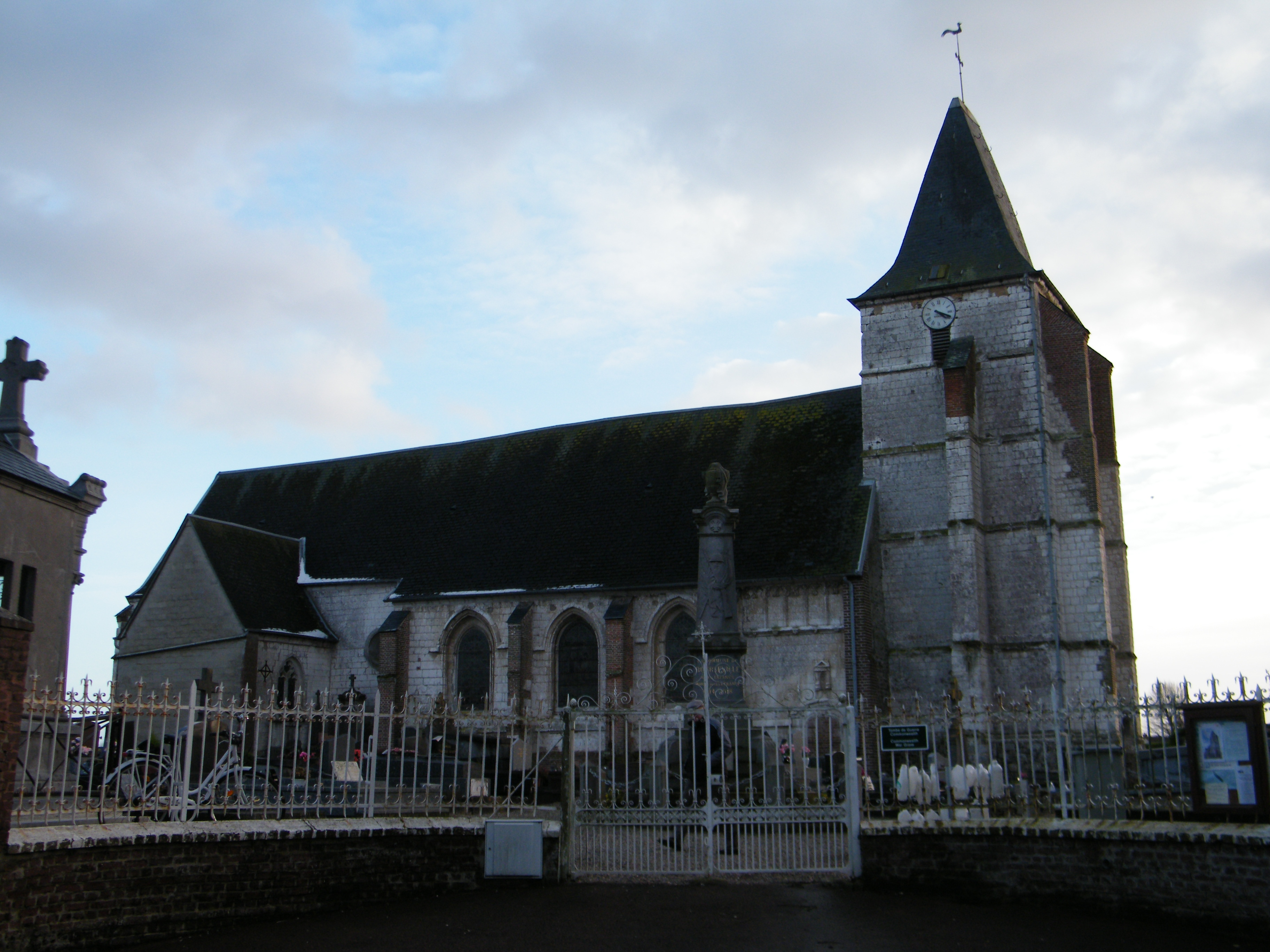
Kirche Mariä Himmelfahrt

- Mariä-Himmelfahrts-Kirche aus dem 19. Jahrhundert an der Stelle der früheren Seigneurie

## Persönlichkeiten
- François de Louvencourt, Herr von Vauchelles und Bourseville, Dichter (1569–1638), war Herr von Bourseville.
- Fernand Bisson de La Roque (1885–1958), Ägyptologe, hier geboren.